# Olympische Jugend-Sommerspiele 2014/Teilnehmer (Marokko)
| Gelbes Symbol für Goldmedaillen mit stilisierten Olympischen Ringen | Graues Symbol für Silbermedaillen mit stilisierten Olympischen Ringen | Braundes Symbol für Bronzemedaillen mit stilisierten Olympischen Ringen |
| ------------------------------------------------------------------- | --------------------------------------------------------------------- | ----------------------------------------------------------------------- |
| —                                                                   | —                                                                     | 1                                                                       |

Die Jugend-Olympiamannschaft aus Marokko für die II. Olympischen Jugend-Sommerspiele vom 16. bis 28. August 2014 in Nanjing (Volksrepublik China) bestand aus 15 Athleten.

## Athleten nach Sportarten

### Gewichtheben
| Mädchen - Youssra Karim Mittelgewicht: 8. Platz | Jungen - Hicham Moum Mittelgewicht: 9. Platz |

### Leichtathletik
| Mädchen - Soukaina Belil 3000 m: 11. Platz 8 × 100 m Mixed: 23. Platz - Saadia Fadili 1500 m: DNF 8 × 100 m Mixed: 28. Platz - Nadia El-Hakouni 2000 m Hindernis: 13. Platz 8 × 100 m Mixed: 48. Platz | Jungen - Mohamed El-Amrani 800 m: 4. Platz 8 × 100 m Mixed: 9. Platz - Mostafa Smaili 1500 m: 4. Platz - Amine Zahaf 3000 m: 7. Platz 8 × 100 m Mixed: disqualifiziert - Hicham Chemlal 2000 m Hindernis: Bronze |

### Radsport
Jungen
- Mohcine Elkouraji
- Abderrahim Zahiri
Kombination: 25. Platz
Mixed: 26. Platz (mit María Alejandra Peinado  Bolivien und Clementine Niyonsaba  Ruanda)

### Reiten
- Lilia Maamar
Springen Einzel: DNF
Springen Mannschaft: 4. Platz (im Team Afrika)

### Rhythmische Sportgymnastik
Mädchen
- Basma Ouatay
Einzel: 16. Platz

### Taekwondo
Jungen
- Mohamed El-Attari
Klasse bis 73 kg: 5. Platz

### Turnen
Jungen
- Hamza Hajjaji
Einzelmehrkampf: 39. Platz